# Чернышёв, Григорий Иванович
Граф Григо́рий Ива́нович Чернышёв (30 января (10 февраля) 1762 — 2 (14) января 1831) — обер-шенк русского императорского двора, единственный сын и наследник генерал-фельдмаршала Ивана Чернышёва, бонвиван и чудак, растративший значительную часть чернышёвского состояния. Театрал-любитель, певец-дилетант, автор литературных опытов.

## Биография
Сын генерал-фельдмаршала Ивана Григорьевича Чернышёва от его второго брака с Анной Александровной Исленьевой. Будучи единственным представителем рода, Григорий унаследовал не только состояние отца, но и майорат, учреждённый его дядей Захаром, вместе с огромным состоянием, которое включало среди прочего подмосковный Ярополец, дворец у Синего моста и дачу на Петергофской дороге.
Учился в Страсбургском университете. Во время нахождения в Страсбурге, в 1776 году был посвящён в масонство в одной из местных лож.
Некоторое время находился на воинской службе, затем перешёл на гражданскую. Исполнял ряд дипломатических поручений, например, присутствовал на Ясском конгрессе в свите Безбородко. В 1776 году был пожалован в камер-юнкеры, в 1799 году назначен в помощь обер-камергеру по театральной дирекции Александру Нарышкину, но пробыл на этой службе только до начала царствования Александра I. Получил чин действительного тайного советника и 11 сентября 1816 года пожалован в обер-шенки.
В 1790-х годах вместе с родителями жил за границей. Вернувшись в 1795 году в Россию, Григорий Иванович, по словам князя А. Б. Куракина, «навез пропасть вещей из Италии и Вены, щеголял в них, многое подарил» и вёл роскошный образ жизни.
Несмотря на огромное состояние, финансовые дела Чернышёва были весьма запутаны. Муж его сестры, Ф. Ф. Вадковский, во время управления их делами присвоил 93 тыс. рублей. В 1798 году Григорий Иванович пытался их с него взыскать, но не имея на платёж этой суммы, Вадковский прибегнул к неблаговидному способу. Для расплаты он по дешёвой цене скупил векселя графа Чернышёва.
По указу Павла I, благоволившего Чернышёву, над имуществом Григория Ивановича была учреждена опека, несмотря на то, что он был вполне дееспособен, уже женат и имел детей. К этому времени долги его достигли уже 2 миллионов рублей. Благодаря всяким льготам правительства и стараниям Державина долги были уплачены, и в 1806 году опека была снята, причём сам Чернышёв получал от опеки 75 тысяч рублей в год, что давало ему возможность вести праздную и обеспеченную жизнь. Однако же, по словам Державина, освобождённый от опеки Чернышёв скоро сумел наделать долгов чуть ли не вдвое больше, чем прежде.
По отзыву современника, граф Чернышёв «олицетворял собой офранцуженных екатерининских вельмож, он был очень любезен в обществе, свободно писал французские верши и довольно плохо знал русский язык», был человеком «весьма мягким, любящим общество и развлечения». А. О. Смирнова вспоминала, что на балах в Аничковом дворце «все помирали со смеху, когда старый Чернышев пускался, приседая на поворотах, с императрицей, которая насильно его выбирала в котильоне». С. П. Жихарев так отозвался о графе в своём дневнике: «Это один из самых любезных людей в свете, умный, остроумный, приветливый».
В 1821 году Чернышёв издал несколько французских комедий и пословиц, написанных им для гатчинского придворного театра. Будучи театралом, в 1780-х годах принимал активное участие в любительских оперных постановках при дворе великого князя Павла Петровича, был первым исполнителем партий Педрилло («Сокол» Д. Бортнянского, 1786), Карильо («Сын-соперник, или Новая стратоника» Д. Бортнянского, 1787).
Был известен своими причудами. Так, в 1819 году на приёме в орловском имении Тагино (где Чернышёв предпочитал жить на склоне лет вдали от соблазнов столичной жизни) гости после обеда отправились в графский сад, где обнаружили деревянную хижину, покрытую берестой. На вывеске были изображены три красавицы и надпись «Aux bons gourmans», а навстречу гостям вышел прислужник в бланжевой куртке и панталонах, фартуке, с колпаком, с картой кушаний и вин, которым оказался сам граф.
В молодости граф Чернышёв был масоном, поэтому любил разные мистические сюрпризы, как, например, проваливающийся перед гостями пол и появление неизвестно откуда скелета с надписями. Ходили слухи, что незадолго до смерти Чернышёв велел выстроить каменный склеп с гробом, качающимся на цепях. По рассказам местных жителей, граф по вечерам ложился в гроб, где при свете свечей читал книгу.
Был основателем московской масонской ложи «Ищущих манны» и петербургской ложи «Орфея», в которой занимал должность мастера стула. Великий канцлер Великой провинциальной ложи и капитула «Феникс». В масонстве носил орденское имя — Рыцарь луны. Его девиз был — Во мраке светит. Герб — В голубом поле серебряная луна.

Последние годы его жизни были омрачены событиями, последовавшими за восстанием декабристов. Его сын Захар и зять Муравьев были лишены всех прав и сосланы в Сибирь, а супругу разбил паралич. Граф отошёл от всяких дел, отстранился от управления делами, управлял имением и заведовал домом, вплоть до заказа обуви молодым графиням, давний приятель Чернышёвых и их сосед по орловскому имению Яков Фёдорович Скарятин. В 1828 году граф Чернышёв овдовел, здоровье его начало ухудшаться. Он скончался 2 (14) января 1831 года в Орле, похоронен был в мужском Успенском монастыре на кладбище у архиерейского дома. А. Я. Булгаков писал 15 января 1831 году из Москвы брату:
Наконец умер граф Г. И. Чернышев. Он был очень слаб, сделался набожен, спал всякий день в гробу, приготовляясь остаться уже навсегда в постели сей. Он скончался в самый Новый год… Перед смертью получил письмо от сына, коего полагал мертвым, но он был только ранен семь раз горцами, но имел силу написать отцу несколько строк; стало быть кончина была не совсем горестна.

## Семья
С 1796 года был женат на фрейлине Елизавете Петровне Квашниной-Самариной (1773—1828), внучке П. С. Салтыкова; дочери сенатора Петра Фёдоровича Квашнина-Самарина (1743—1815) и графини Анастасии Петровны Салтыковой (1731—1830); с 1813 года кавалерственной даме ордена св. Екатерины малого креста. В браке имели семерых детей, которым родители сумели дать не только прекрасное образование, но и воспитали в них душевное благородство, и нежную любовь друг к другу:
- Захар Григорьевич (1796—1862), проходил по делу декабристов, лишён всех прав, после чего право наследования фамилии и майората перешло к старшей сестре.
- Софья Григорьевна (09.05.1799[6]—1847), крещена 14 мая 1799 года в церкви Успения Пресвятой Богородицы на Сенной при восприемстве Г. Р. Державина и княгини В. А. Шаховской; с 1828 года замужем за тайным советником Иваном Гавриловичем Кругликовым (1787—1847), он присоединил фамилию жены, получив графский титул и чернышевский майорат. В их доме воспитывались две старшие дочери декабриста В. Л. Давыдова, который писал, что невозможно быть добрее и внимательнее Софьи Григорьевны.
- Александра Григорьевна (02.06.1800[7]—1832), с 1823 года жена декабриста Н. М. Муравьёва. Была выше среднего роста, блондинка, широковатого телосложения; жившие в Петербурге англичане находили её похожей на принцессу Шарлотту.
- Елена Григорьевна (10.10.1801— ?), родилась в Петербурге, крещена 11 октября 1801 года в Церкви Вознесения[8].
- Елизавета Григорьевна (25.04.1805[9]—1858), родилась в Петербурге, крещена 13 мая 1805 года в Исакиевском соборе при восприемстве графа А. И. Воронцова и княгини В. А. Шаховской; замечательная красавица и хорошая певица, с обширным сопрано, с 1828 года замужем за тайным советником А. Д. Чертковым.
- Наталья Григорьевна (1806—1888), из всех сестер отличалась стройностью талии и очень была похожа на свою бабушку А. П. Самарину; с 1834 года замужем за генералом от инфантерии Н. Н. Муравьёвым-Карсским.
- Вера Григорьевна (1808—1880), с 1830 года замужем за дипломатом графом Фёдором Петровичем Паленом (1780—1863), сыном П. П. Палена. Красотой и привлекательностью отличалась от сестер, в 1840-х годах в обществе находили большое сходство между нею и графиней Росси, с той разницей, что последняя была светлой блондинкой, а Вера Григорьевна по глазам и оттенку волос брюнеткой, но белизна кожи и постоянный румянец щек принадлежал блондинке.
- Надежда Григорьевна (1813—17.11.1853), прекрасная наездница и оригинальная красавица, была мужского роста, смуглая, как цыганка, и с сильным румянцем во всю щёку, с такими выразительными темными глазами, что у неё не видно было верхних ресниц, и глаза казались как бы выходившими прямо из-под бровей; брови были густы и горизонтальны, а волосы тёмные. В 1832 году ею был увлечен А. Н. Муравьев и воспел её в стихах «Замок на Ламе»; в 1833 году к ней сватался влюблённый в неё Д. Н. Гончаров, брат Н. Н. Пушкиной. В 1834 году была пожалована во фрейлины, а в 1838 году вышла замуж за подполковника князя Г. А. Долгорукова (1811—1853). Скончалась от рака в Висбадене, похоронена там же на городском кладбище.
- Пётр Григорьевич (12.02.1817[10]—26.07.1817[11]), похоронен в Новоспасском монастыре.

- Елизавета Петровна, жена
- Захар Григорьевич, сын
- Софья Григорьевна, дочь
- Александра Григорьевна, дочь
- Наталья Григорьевна, дочь